# DJ Falcon
DJ Falcon (eigentl.: Stéphane Quême) ist ein französischer House-Produzent und DJ.
Falcon war A & R bei Virgin Records, ehe er 1999 seine erste EP beim Label Roulé veröffentlichte: Ein Remix von Cassius’ La Mouche. Ein Jahr später gründete er mit Thomas Bangalter das House-Duo Together, das nur zwei Stücke veröffentlichte, So Much Love To Give und Together, welche beide zu Clubhits wurden.
So Much Love To Give, das auf einem Sample aus dem Titel Love's Such a Wonderful Thing der Soulband The Real Thing basiert, wurde später auch durch Versionen von Freeloaders oder Fedde Le Grand zu einem Welterfolg und House-Klassiker.
Mit Call On Me veröffentlichten Falcon und Bangalter eine Single ohne gültige Lizenzen als Whitelabel. Das Stück basiert auf Samples von Steve Winwoods Hitsingle Valerie. Die rechtlich geklärte Version von Eric Prydz wurde 2004 hingegen ein großer Erfolg, darunter Platz 1 in Deutschland.

## Diskografie

### EPs
- Hello My Name Is DJ Falcon (12") Roulé 1999

### Remixe
- La Mouche (Maxi, Single) (6 versions) La Mouche (Played Live) Virgin France S.A. 1999
- LRD (CD) La Mouche (DJ Falcon M) Revolution Magazine 	2000
- Sessions Ten - Subliminal Sessions (2xCD, Mixed, Comp) La Mouche (Choo Choo) Defected 2000
- DJ Mix (CD, Comp, Mixed) La Mouche (DJ Falcon) Virgin 2002
- My House In Montmartre (Comp) (4 versions) La Mouche (Played Live) Astralwerks 2002
- MTV's House In Montmartre (CD, Comp) La Mouche (DJ Falcon) Virgin France S.A. 2002
- Good Times (12", W/Lbl) Good Times (DJ Falcon) Elektra

### Mit Thomas Bangalter
- Together (12", S/Sided) Roulé 2000
- So Much Love To Give (Single) (2 versions) Roulé 2002